# Kévin Perrot
Kévin Perrot (* 13. Juni 1989 in Laval) ist ein französischer Fußballspieler.

## Karriere
Bei Stade Laval wurde der Rechtsverteidiger zunächst hauptsächlich in der Reservemannschaft eingesetzt, konnte aber am 24. September 2010, und damit am achten Spieltag seiner ersten Saison in Laval, beim 0:0 gegen den AC Ajaccio in der Zweitligamannschaft debütieren, wobei er über die vollen 90 Minuten auf dem Platz stand. Insgesamt bestritt er bis zum Saisonende sechs Ligaspiele. Für die Spielzeit 2011/12 wurde er aus dem Kader der Reserve gestrichen und gehörte ausschließlich der Profimannschaft an, für die er bei 19 Partien und damit der Hälfte aller Spiele auf dem Platz stand. Im Verlauf seines dritten Jahres bei Laval, das vom Abstiegskampf geprägt war, avancierte Perrot zum Stammspieler. In der nachfolgenden Zeit konnte er diese Position behaupten.